# ریچارد راین بارکر
ریچارد راین بارکر (به انگلیسی: Richard Raine Barker) (زادهٔ ۲۹ مه ۱۸۶۹  - درگذشته 	۱ اکتبر ۱۹۴۰) بازیکن فوتبال اهل کشور انگلستان بود که سابقهٔ بازی در تیم ملی فوتبال انگلستان را در کارنامهٔ خود دارد. وی در تاریخ ۱۸ مارس ۱۸۹۵ تنها بازی ملی خود را در مقابل تیم ملی فوتبال ولز انجام داد.